# 秘魯神仙花鮨
秘魯神仙花鮨為輻鰭魚綱鱸形目鱸亞目鮨科的其中一種，分布於東南太平洋Nazca海脊海域，棲息深度160-168公尺，體長可達30公分，棲息在中層水域，屬肉食性，生活習性不明